# Atla laht
Atla laht är en vik i Estland. Den ligger i Ösels kommun i landskapet Saaremaa (Ösel), 210 km sydväst om huvudstaden Tallinn. Den tillhörde Lümanda kommun 1992-2014.
Atla laht ligger vid Ösels västkust. Den avgränsas i sydväst av udden Elda poolsaar och i nordöst av Eeriksaare. Vid dess inre del ligger byn Atla. Vikens öppning mot Östersjön ligger i nordväst. 